# Вулиця Волинська (Тернопіль)
Вулиця Волинська — вулиця у житловому масиві «Дружба» міста Тернополя.

## Відомості
Розпочинається від вулиці Загребельної, пролягає на захід до парку Здоров'я, де і закінчується. Довжина вулиці — близько 520 м. На вулиці розташовані приватні будинки.

## Медичні заклади
- Міська лікарня №3 (Волинська, 40)